# Napier Sabre
Le Napier Sabre est un moteur aéronautique à pistons, refroidi par liquide, à 24 cylindres en H et à distribution à chemises louvoyantes. Conçu par le major Frank Halford et construit par la firme britannique Napier & Son au cours de la Seconde Guerre mondiale, sa cylindrée était de 2 238 pouces cubes soit environ 37 litres.
Si les premiers avions opérationnels propulsés par le Sabre furent le Hawker Typhoon puis le Hawker Tempest, tous deux employés comme chasseurs-bombardiers, le premier avion équipé du Sabre fut le Napier-Heston Racer (en), qui avait été conçu pour battre le record du monde de vitesse. Les autres avions à utiliser le moteur Sabre furent les prototypes et premières versions de production du Blackburn Firebrand, le prototype du Martin-Baker MB 3 et l'un des prototypes H du Hawker Sea Fury. L'avènement de la réaction après la guerre conduisit à la disparition rapide du Sabre, Napier s'étant également tourné vers le développement de réacteurs.
Selon les versions, sa vitesse de rotation allait de 3 700 (Sabre II) à 4 000 tours par minute (Sabre IV). Les efforts pour améliorer le Napier Sabre conduisent au Sabre VII de 3 500 chevaux, ce qui en faisait le moteur à hélice le plus puissant jamais conçu, bien qu'étant plus petit que ses concurrents.
Ce moteur générait un couple de renversement important lors du roulage et de l'accélération au décollage. De nombreux avions furent accidentés lorsque le pilote ne réussissait pas à corriger la trajectoire de l'avion. Cette caractéristique posait également de sérieux problèmes en cas de remise des gaz lors d'un atterrissage manqué.

## Conception et développement
Avant le Sabre, Napier avait travaillé sur de grands moteurs d'avion. Le plus célèbre, le Lion, avait été un moteur très réussi entre les deux guerres mondiales et, sous une forme modifiée, équipa plusieurs des avions Supermarine qui prirent part au trophée Schneider en 1923 et 1927, ainsi que plusieurs voitures prétendant au record de vitesse. Vers fin des années 1920 le Lion n'était plus compétitif, et les travaux pour son remplacement débutèrent.
Le concepteur du Lion, Arthur Rowledge, étant passé chez Rolls-Royce, Napier s'assura le concours de l'ingénieur Frank Halford, qui produisit les dessins de deux modèles à cylindres en H : le H-16 Rapier (en) et le H-24 Dagger (en). Le bloc en H a une configuration compacte, constituée de deux moteurs à plat, placés l'un au-dessus de l'autre ou bien côte à côte. Dans un moteur à plat, comme les cylindres sont opposés, le mouvement des uns est équilibré par le mouvement des autres, ce qui conduit à la suppression des vibrations de premier et second ordre. Dans ces nouveaux modèles Napier avait choisi d'utiliser un refroidissement par air. Cependant, en service les cylindres arrières se révélèrent impossibles à refroidir correctement, résultant en une fiabilité assez faible.

### Genèse
Durant les années 1930, les ingénieurs aéronautique concevaient des moteurs évolués. Des études avaient montré la nécessité de moteurs capables de développer une puissance d'un cheval vapeur par pouce cube de cylindrée (environ 45 kW/L, ou 60 ch/L). Cette puissance spécifique était nécessaire afin propulser des avions assez gros pour emporter des charges de carburant importantes en vue de vols à longue distance. Il était clair que ce genre de performance ne serait pas facile à réaliser. Un gros moteur de l'époque, le Pratt & Whitney R-1830 Twin Wasp, développait près de 1 200 ch (895 kW) pour 1 820 pouces cubes (30 litres), un progrès de près de 50 pour cent était donc nécessaire. Cela demandait des changements radicaux, et bien que de nombreuses entreprises eussent essayé de construire un tel moteur, aucune d'entre elles n'avait réussi.
En 1927, Harry Ricardo avait publié une étude sur le concept du moteur à chemises louvoyantes. Dans ce document, il déclarait que les moteurs à soupapes traditionnelles (à tulipe) avaient atteint leur apogée et auraient probablement du mal à produire plus de 1 500 ch (1 100 kW), un chiffre que beaucoup d'entreprises visaient pour leurs moteurs de prochaine génération. Selon Ricardo, pour passer cette limite, des cylindres sans soupapes devraient être utilisés afin d'augmenter le rendement volumétrique (en) tout en diminuant la sensibilité du moteur à la détonation, en raison de la qualité moyenne des carburants disponibles à l'époque.
Les bureaux de Halford étaient proches de ceux de Ricardo à Londres, et tandis que Ricardo commençait ses travaux avec Roy Fedden chez Bristol Engines sur toute une gamme à chemises louvoyantes, Halford commençait à travailler avec Napier, en utilisant le Dagger comme base de conception.
La société Napier décida fin 1935 de développer un gros moteur à 24 cylindres, refroidi par liquide, capable de produire au moins 2 000 ch (1 491 kW).
Bien que le motoriste conservât la configuration en H du Dagger, les blocs-cylindres devenaient horizontaux et utilisaient une distribution à chemises louvoyantes et un refroidissement liquide. Tous les accessoires étaient regroupés de manière accessible au-dessus et au-dessous des blocs-cylindres, plutôt que situés à l'avant et à l'arrière du moteur, comme dans la plupart des constructions de l'époque.
La course relativement faible du Sabre et sa configuration en H, à l'équilibre intrinsèque, lui permettaient de fonctionner à une vitesse de rotation plus élevée afin de fournir plus de puissance à partir d'une cylindrée plus faible, le bon rendement volumétrique étant assuré (avec une meilleure admission) par les chemises louvoyantes.
Les premiers moteurs Sabre étaient prêts pour les essais en janvier 1938, bien que limités à 1 350 ch (1 000 kW). En mars, ils passaient les tests de 2 050 ch (1 500 kW), et en juin 1940, lorsque le Sabre passait le test des 100 heures du ministère de l'Air, les premiers exemplaires de série donnaient 2 200 ch (1 640 kW) avec leur cylindrée de 2 238 pouces cubes (37 litres). À la fin de l'année, ils développaient 2 400 ch (1 800 kW). À titre de comparaison, le concurrent Rolls-Royce Merlin II de 1940 générait un peu plus de 1 000 ch (750 kW), mais avec il est vrai une cylindrée bien moindre (27 litres).

### Production
Les problèmes apparurent dès la production en série. Les moteurs prototypes avaient été assemblés à la main par les équipes spécialisées de Napier, et il s'avéra difficile d'adapter leurs procédés artisanaux aux techniques de production à la chaîne. En particulier, l'usure prématurée des chemises provoquait la rupture des segments qui passaient devant les lumières de distribution et conduisaient à des grippages dans les cylindres . C'est un problème de ce type qui conduisit à la perte de l'unique prototype du Martin-Baker MB 3. Après que Napier eût testé sans succès quelque 18 matériaux différents ou techniques de fabrication, le Ministère de l'Air britannique ordonna au motoriste Bristol de rétrocéder ses procédés de fabrication qui réussissaient aux Taurus et Hercules. À la suite de cette intervention, de nouveaux processus de nitruration et de rodage des chemises permirent de résoudre le problème.
Le contrôle qualité s'était également avéré être un problème grave. Les moteurs étaient souvent livrés avec des pièces de fonderie mal nettoyées, des segments brisés et des copeaux restant à l'intérieur du moteur.
Les mécaniciens étaient constamment surchargés de travail pour maintenir le fonctionnement des Sabre, et pendant la saison froide, ils devaient les démarrer toutes les deux heures durant la nuit afin que l'huile moteur ne se fige pas, et donc permettre au moteur de démarrer le lendemain.
Ces problèmes furent trop longs à régler, et le moteur commença à avoir une mauvaise réputation auprès de nombreuses personnes. Pour aggraver les choses, mécaniciens et pilotes peu familiers avec la nature très différente de ce moteur eurent tendance à rendre le Sabre responsable des problèmes causés par une mauvaise manipulation. Tout cela fut exacerbé par les représentants de la société concurrente Rolls-Royce, qui avait son propre programme. En 1944, Rolls-Royce produisit sa propre version appelée 
Eagle (en) mais ce moteur est resté au stade du développement et n'est jamais passé en production. 
Napier ne semblait pas être particulièrement pressé de résoudre ces problèmes, et continua plutôt à peaufiner la conception en vue de meilleures performances. En 1942, le motoriste commença une série de projets visant à améliorer les performances à haute altitude avec l'ajout d'un compresseur à trois vitesses et deux étages, mais à ce stade le moteur de base ne fonctionnait toujours pas de manière fiable. En décembre 1942, la société fut rachetée par l'English Electric Company (en), ce qui mit fin immédiatement au projet de suralimentation. Ensuite, la société se consacra entièrement aux problèmes de production et la situation s'améliora rapidement. Au début de 1943, le Sabre était enfin fiabilisé.
En 1944, le Sabre V délivrait 2 400 chevaux (1 800 kW) en régime normal et la réputation du moteur s'était bien améliorée. Ce fut la dernière version à entrer en service, utilisée dans le Hawker Typhoon et son dérivé, le Hawker Tempest. Sans suralimentation avancée, les performances du moteur au-dessus de 20 000 pieds (6 100 m) chutaient rapidement, et les pilotes volant sur des avions équipés du Sabre étaient généralement invités à n'engager un combat qu'en dessous de cette altitude. À basse altitude, ces deux avions étaient formidables, ce qui amena assez vite à les spécialiser dans les attaques au sol, où le Typhoon surclassait facilement son homologue allemand, le Fw 190. Après la destruction de la Luftwaffe début 1944, les Typhoon furent de plus en plus utilisés comme chasseurs-bombardiers, notamment par le Second Tactical Air Force de la RAF. Le Tempest était devenu le principal destructeur du V1 (Fieseler Fi 103), car il était le plus rapide de tous les chasseurs alliés à basse altitude. Plus tard, le Tempest détruisit environ 20 Messerschmitt Me 262 à réaction.
Le développement se poursuivit, et plus tard le Sabre VII délivrait 3 500 ch (2 600 kW) avec un nouveau compresseur. Les derniers moteurs testés délivraient 5 500 ch (4 100 kW) avec 45 psi (3 bars) de surpression d'admission. À la fin de la Seconde Guerre mondiale, il y avait plusieurs moteurs de même puissance. Le Pratt & Whitney R-4360 Wasp Major produisait 3 000 ch (2 280 kW) au début, et les versions ultérieures 3 800 ch (2 834 kW), mais, pour ce faire, il lui fallait près du double de cylindrée, 4 360 pouces cubes (71 litres), et il était évidemment plus lourd.

## Description[5]
Le carter, en duralumin forgé, était en deux parties avec un plan de joint vertical, et recevait via boulons et colonnettes les deux blocs-cylindres, en aluminium, qui étaient interchangeables. Dans chaque bloc-cylindres se trouvaient douze chemises oscillantes en acier nitruré, entraînées deux à deux par des manivelles engrenant via des pignons obliques sur un arbre d'entraînement situé entre les bancs inférieurs et supérieurs. Chaque chemise oscillante (système Burt & Mc Cullom) recevait quatre lumières passant devant trois orifices d'admission et deux d'échappement - une des lumières était ainsi alternativement d'admission puis d'échappement, comme chez Bristol. Chaque cylindre recevait une culasse indépendante en alliage léger, traversée par le liquide de refroidissement et recevant les deux bougies d'allumage.
Les deux vilebrequins superposés, chacun à six manetons et sept paliers, recevaient les bielles des cylindres opposés, qui étaient du type à fourche permettant un parfait alignement des cylindres opposés.
À l'avant, le réducteur d'hélice était très astucieusement construit à partir de quatre satellites doubles à denture hélicoïdale, qui permettaient un léger décalage angulaire absorbant les vibrations ; la réaction longitudinale était absorbée par des balanciers maintenus par des ressorts tarés. Eu égard au régime de rotation très élevé et à la forte puissance, le rapport de réduction était exceptionnel : 3,65 à 1.
Le compresseur, à quadruple sortie (une par banc de cylindres), était entraîné à partir du réducteur d'hélice dont les planétaires mettaient en rotation deux longs arbres traversant les axes de distribution. Leur longueur leur permettait de jouer le rôle de barres de torsion, absorbant les à-coups de transmission. Un embrayage hydraulique double assurait le fonctionnement du compresseur selon 2 rapports (4,48 et 6,28)
Un exemplaire de ce moteur (epave) est expose au musee de l'aviation jacques MAILLARD a WARLUIS dans l'Oise. 
Un autre exemplaire de ce moteur (épave) est exposé au musée Musée Dunkerque 1940 Opération Dynamo à Dunkerque.  
Caractéristiques générales
- Type : moteur à pistons refroidi par liquide, à 24 cylindres en H, 2 vilebrequins superposés
- Alésage : 127 mm (5,00 in)
- Course : 121 mm (4,75 in)
- Taux de compression : 7,0 à 1
- Cylindrée : 36 680 cm3 (2 238,38 cu. in)
- Longueur : 2,108 m
- Diamètre : 1,283 m
- Masse à sec : 1 152 kg

Composants
- Système de distribution : moteur sans soupapes et à chemises louvoyantes (système Burt / Mc Cullom)
- Compresseur : compresseur centrifuge, un seul étage, deux vitesses
- Système d'alimentation : système d'injection Hobson/RAE BI/NS8, un seul injecteur dans le rouet de compresseur. Système annexe d'injection d'eau (ADI)
- Carburant : essence à 100/130 d'indice d'octane
- Système de refroidissement : liquide, sous pression
- Lubrification : carter sec, graissage sous pression de 4,2 à 6,3 kg/cm2

Performances
- Puissance développée :
  - 3 044 ch à 3 850 tr/min au décollage en surpression à 20 psi (1,37 bar) de "boost" [6] et avec ADI
  - 2 800 ch à 3 850 tr/min à 3 800 m d'altitude
  - 1 990 ch à 3 700 tr/min à 5 600 m d'altitude
- BMEP : 280 psi (Pression Moyenne Effective : 19,3 bar)
- Puissance spécifique : 83 ch/l
- Consommation spécifique : 229 g/(kW h) (680 l/h)
- Consommation d'huile : 15 g/(kW h) (39,5 l/h)
- Puissance massique : 2,64 ch/kg

### Autres ouvrages
- (en) Fred Jane et Leonard Bridgman, Jane's fighting aircraft of World War II, New York, Military Press, 1989 (ISBN 0-517-67964-7)
- Pierre Clostermann, Le grand cirque, Paris, Flammarion, 30 avril 2008 (1re éd. 1948) (ISBN 978-2-08-121679-2 et 2-08-121679-5)
- (en) « Napier Power Heritage Trust site »(Archive.org • Wikiwix • Archive.is • Google • Que faire ?)
- (en) L.J.K. Setright, The Power to Fly : The Development of the Piston Engine in Aviation, Londres, Allen and Unwin, 1971, 222 p. (ISBN 0-04-338041-7)
- (en) The Hawker Tempest Page: Napier Sabre
- (en) Graham White, Allied aircraft piston engines of World War II : history and development of frontline aircraft piston engines produced by Great Britain and the United States during World War II, Warrendale, PA, U.S.A, Society of Automotive Engineers, 1995, 426 p. (ISBN 1-56091-655-9)

NOTA 
Un exemplaire de ce moteur relativement complet mais à l'état d épave à la suite d'un crash est exposé au musée de l'air de Warluis dans l'Oise.